# 微笑みながら
「微笑みながら」（ほほえみながら）は、久松史奈の6枚目のシングル。

## 内容
「微笑みながら」は「ヴィクトリア」、「GROWING UP」はアサヒ飲料「バヤリース」コマーシャルソング。

## 収録曲
全作詞：久松史奈　作曲：野田晴稔
1. 微笑みながら
編曲：瀬尾一三
2. GROWING UP
編曲：難波正司
3. 微笑みながら (inst.)

## レコーディング参加
- 難波正司 - キーボード
- 今剛 - ギター